# Saroptila foveata
Saroptila foveata là một loài bướm đêm trong họ Erebidae.